# Laven (Schiffdorf)
Laven is een dorpje en voormalige gemeente in de Landkreis Cuxhaven in de deelstaat Nedersaksen. Het is het kleinste Ortsteil van Schiffdorf.
De oude gemeente ging in 1974 op in de eenheidsgemeente Schiffdorf. Het dorp wordt voor het eerst genoemd in een oorkonde uit 1375. In dat jaar worden er goederen te Laven verkocht aan het klooster te Neuenwalde. Monumentale bouwwerken ontbreken. Geschiedkundige voorvallen van meer dan plaatselijke betekenis zijn, voor zover bekend, niet overgeleverd.

## Afbeeldingen

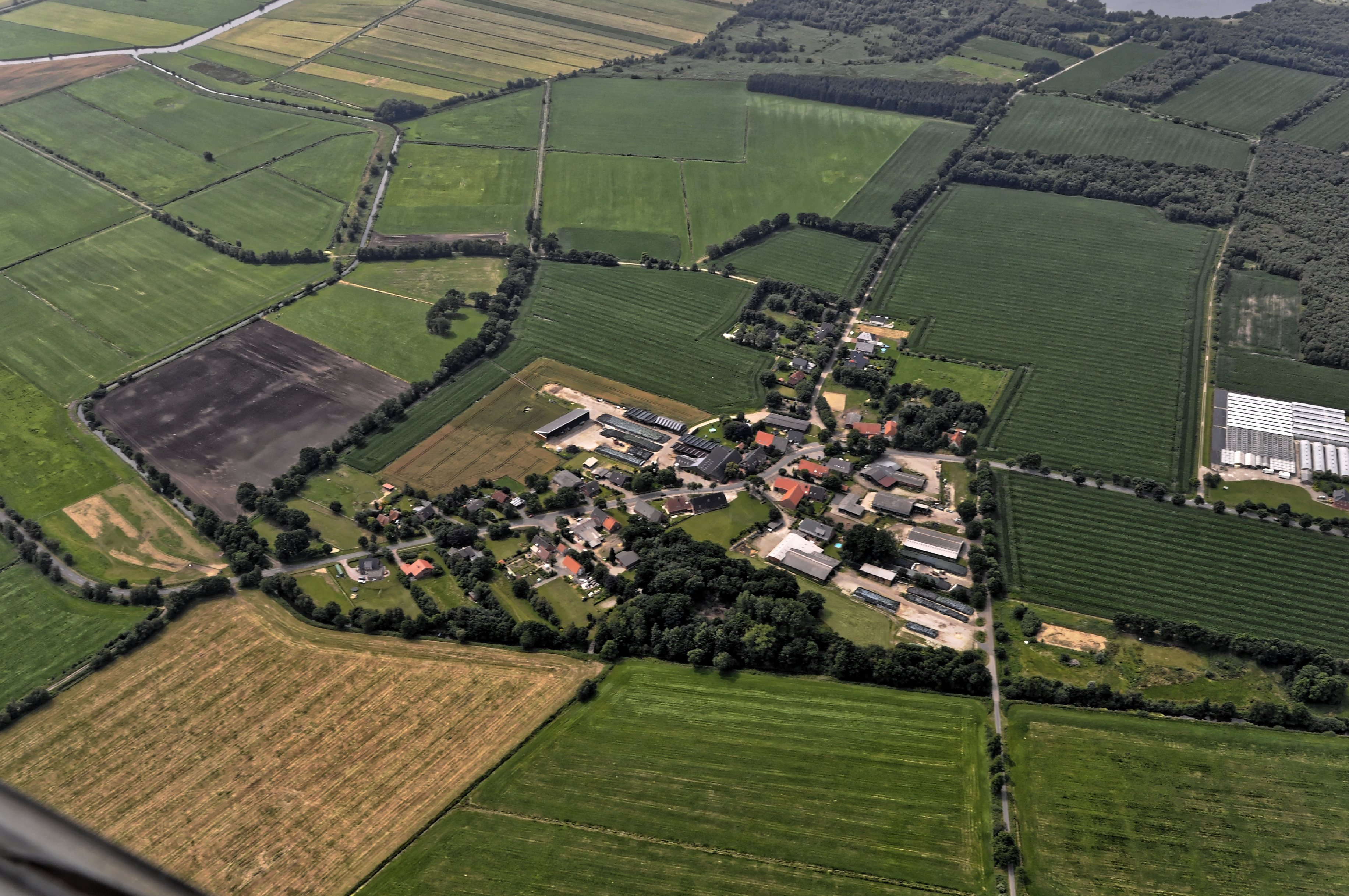
Luchtfoto van Laven, 2015